# 斯托克尔站
斯托克尔站（法語：Stockel）是布鲁塞尔地铁1号线的东端终点站，位于比利时布鲁塞尔首都大区圣彼得斯-沃吕沃。

## 名称
该站位于圣彼得斯-沃吕沃市斯托克尔街区中心地带，因而得名。